# Craig Smith
Craig Smith (ur. 5 września 1989 w Madison) – amerykański hokeista. Reprezentant USA.

## Kariera klubowa
- La Follette High (2004–2006)
- Waterloo Black Hawks (2006–2009)
- Wisconsin Badgers (2009–2011)
- Nashville Predators (2011–2020)
  -  KalPa (2012)
  -  Milwaukee Admirals (2013)
- Boston Bruins (2020-)

W drafcie NHL z 2009 został wybrany przez Nashville Predators. Zawodnikiem tego klubu jest od lipca 2011. Rozegrał w nim sezon NHL (2011/2012). We wrześniu 2012 przedłużył kontrakt z klubem o dwa lata. W październiku 2012 w okresie lokautu w sezonie NHL (2012/2013) związany kontraktem z fińskim klubem KalPa w rozgrywkach SM-liiga. Następnie rozegrał wznowiony sezon NHL (2012/2013), a w marcu 2013 krótkotrwale był przekazany do zespołu Milwaukee Admirals w rozgrywkach AHL. W październiku 2020 przeszedł do Boston Bruins, podpisując trzyletni kontrakt.

## Kariera reprezentacyjna
W barwach USA uczestniczył w turniejach mistrzostw świata w 2011, 2012, 2013, 2014.

## Sukcesy
Reprezentacyjne
- Brązowy medal mistrzostw świata: 2013

Indywidualne
- Sezon NCAA 2008/2009:
  - Mecz gwiazd
  - Pierwszy skład gwiazd
- Sezon NCAA 2009/2010:
  - Skład gwiazd pierwszoroczniaków
- Mistrzostwa Świata w Hokeju na Lodzie 2011 (elita):
  - jeden z trzech najlepszych zawodników reprezentacji na turnieju
- Mistrzostwa Świata w Hokeju na Lodzie 2013/Elita:
  - Pierwsze miejsce w klasyfikacji asystentów turnieju: 10 asyst
  - Trzecie miejsce w klasyfikacji kanadyjskiej turnieju: 14 punktów
  - Jeden trzech najlepszych zawodników reprezentacji na turnieju[7]
- Mistrzostwa Świata w Hokeju na Lodzie 2014/Elita:
  - jeden z trzech najlepszych zawodników reprezentacji na turnieju[8]